# Dipartimento di Ledesma
Ledesma è un dipartimento argentino, situato nella parte centro-orientale della provincia di Jujuy, con capoluogo Libertador General San Martín.
Da nord ad ovest, in senso orario, esso confina con la provincia di Salta e con i dipartimenti di Santa Bárbara, San Pedro, Doctor Manuel Belgrano, Tumbaya, Tilcara e Valle Grande.
Secondo il censimento del 2010, su un territorio di 3.249 km², la popolazione ammontava a 81.790 abitanti, con un aumento demografico dell'8,0% rispetto al censimento del 2001.
Il dipartimento comprende (dati del 2001) 5 comuni:
- Caimancito
- Calilegua
- Fraile Pintado
- Libertador General San Martín
- Yuto